# Coppa Svizzera 1948-1949
La Coppa Svizzera 1948-1949 è stata la 24ª edizione della manifestazione calcistica. È iniziata il 26 settembre 1948 e si è conclusa il 18 aprile 1949. Questa edizione della coppa vide la vittoria finale del Servette.

## Regolamento
Turni ad eliminazione diretta in gara unica. Le partite terminanti in parità dopo i tempi supplementari, potranno rigiocarsi una sola altra volta, se persiste il pareggio, si ricorre ad un sorteggio per stabilire la squadra qualificata al prossimo turno. Una prima fase vede la qualificazione di squadre attraverso delle eliminatorie regionali. Al terzo turno entrano in lizza le squadre di Lega Nazionale A e B.

## Squadre partecipanti
| Basilea           |
| Bellinzona        |
| Bienne            |
| Chiasso           |
| Grasshoppers      |
| Grenchen          |
| La Chaux-de-Fonds |
| Locarno           |
| Losanna           |
| Lugano            |
| Servette          |
| Urania Ginevra    |
| Young Fellows     |
| Zurigo            |

| Aarau                 |
| Berna                 |
| Brühl                 |
| Cantonal Neuchâtel    |
| Friburgo              |
| International Ginevra |
| Lucerna               |
| Mendrisiostar         |
| Nordstern             |
| San Gallo             |
| Thun                  |
| Vevey                 |
| Young Boys            |
| Zugo                  |

| Altstetten        |
| Arbon             |
| Biaschesi         |
| Blue Stars Zurigo |
| Emmenbrücke       |
| Kreuzlingen       |
| Red Star Zurigo   |
| Sciaffusa         |
| Uster             |
| Wil               |
| Winterthur        |
| Zofingen          |

| Allschwil         |
| Birsfelden        |
| Black Star        |
| Concordia Basilea |
| Derendingen       |
| Kleinhüningen     |
| Lengnau           |
| Moutier           |
| Porrentruy        |
| Pratteln          |
| Schöftland        |
| Soletta           |

| Ambrosiana Losanna |
| Central Friburgo   |
| Étoile-Sporting    |
| Gardy-Jonction     |
| Helvetia Berna     |
| Malley             |
| Montreux-Sports    |
| Racing Losanna     |
| Sierre             |
| Stade Lausanne     |
| Stade Nyonnais     |
| Yverdon            |

| Aigle                   |
| Auvernier               |
| Bulle                   |
| Chailly                 |
| Club Athletique Ginevra |
| Cossonay                |
| Étoile Carouge          |
| Grandson                |
| La Tour-de-Peilz        |
| Le Locle-Sports         |
| Lutry                   |
| Monthey                 |
| Renens                  |
| Visp                    |
| Baden                   |

| BCO Alemannia Basilea |
| Biberist              |
| Bienne-Boujean        |
| Binningen             |
| Bözingen 34           |
| Bümpliz               |
| Burgdorf              |
| Delémont              |
| Länggasse Berna       |
| Langenthal            |
| Madretsch             |
| Münchenstein          |
| Muttenz               |
| Nidau                 |
| Old Boys Basilea      |

| Röschenz             |
| Schönbühl            |
| Sissach              |
| Selzach              |
| Suhr                 |
| Tramelan             |
| Trimbach             |
| Turgi                |
| WEF Berna            |
| Victoria Berna       |
| Albisrieden          |
| Adliswil             |
| Ballspielclub Zurigo |
| Bischofszell         |
| Ceresio              |

| Chur             |
| Dietikon         |
| Ems              |
| Giubiasco        |
| Gossau           |
| Höngg            |
| Horgen           |
| Kickers Lucerna  |
| Langnau          |
| Oerlikon/Polizei |
| Phönix Seen      |
| Pro Daro         |
| Rüti             |
| St. Margrethen   |

| SpVgg Sciaffusa |
| Thayngen        |
| Töss            |
| Veltheim        |
| Wädenswil       |
| Wattwil         |
| Weinfelden      |
| Wettingen       |
| Wetzikon        |
| Wil             |
| Winkeln         |

## Calendario

### 1º turno Eliminatorio
| Squadra 1               | Risultato     | Squadra 2               |
| ----------------------- | ------------- | ----------------------- |
| 26 settembre 1948       |               |                         |
| Aigle                   | 4 - 2         | Lutry                   |
| Albisrieden             | 2 - 5         | Phönix Seen             |
| Bienne-Boujean          | 3 - 0         | Bözingen 34             |
| Bischofszell            | 4 - 2         | Weinfelden              |
| Bulle                   | 5 - 1         | Chailly                 |
| Bümpliz                 | 0 - 1(d.t.s.) | Victoria Berna          |
| Burgdorf                | 3 - 0         | Schönbühl               |
| Ceresio                 | 7 - 2         | Veltheim                |
| Contone                 | 3 - 2         | Balerna                 |
| Delémont                | 2 - 5         | Old Boys Basilea        |
| Ems                     | 6 - 2         | Chur                    |
| Grandson                | 3 - 2         | Cossonay                |
| Höngg                   | 2 - 1         | Ballspielclub Zurigo    |
| Horgen                  | 4 - 2         | Kickers Lucerna         |
| Langenthal              | 4 - 2         | Biberist                |
| Langnau                 | 0 - 1         | Adliswil                |
| Le Locle-Sports         | 2 - 1         | Auvernier               |
| Monthey                 | 3 - 0         | Visp                    |
| Muttenz                 | 0 - 4         | Binningen               |
| Oerlikon/Polizei        | 1 - 0         | Wädenswil               |
| Renens                  | 1 - 0         | La Tour-de-Peilz        |
| Röschenz                | 1 - 5         | Münchenstein            |
| Rüti                    | 0 - 4         | Wetzikon                |
| St. Margrethen          | 4 - 3         | Gossau                  |
| Selzach                 | 0 - 1         | Nidau                   |
| Sissach                 | 5 - 0         | BCO Alemannia Basilea   |
| Suhr                    | 1 - 0         | Trimbach                |
| Thayngen                | 1 - 5         | SpVgg Sciaffusa         |
| Tramelan                | 1 - 0         | Madretsch               |
| Turgi                   | 1 - 3(d.t.s.) | Baden                   |
| Wattwil                 | 3 - 2         | Winkeln                 |
| WEF Berna               | 1 - 3         | Länggasse Berna         |
| Wil                     | 2 - 1         | Töss                    |
| Wettingen               | 5 - 0         | Dietikon                |
| Club Athletique Ginevra | 2 - 2(d.t.s.) | Étoile Carouge          |
| Pro Daro                | 2 - 2(d.t.s.) | Giubiasco               |
| 3 ottobre 1948          |               |                         |
| Étoile Carouge          | 1 - 5         | Club Athletique Ginevra |
| Giubiasco               | ? - ?         | Pro Daro                |

### 2º Turno Eliminatorio
| Squadra 1                    | Risultato     | Squadra 2         |
| ---------------------------- | ------------- | ----------------- |
| 10 ottobre 1948              |               |                   |
| Gardy-Jonction               | 3 - 0         | Étoile Carouge    |
| Ambrosiana Losanna           | 3 - 2         | Bulle             |
| Aigle                        | 1 - 2         | Montreux-Sports   |
| Stade Nyonnais               | 3 - 0         | Renens            |
| Yverdon                      | 5 - 0         | Grandson          |
| Monthey                      | 3 - 0         | Sierre            |
| Racing Losanna               | 3 - 0         | Le Locle-Sports   |
| Tramelan                     | 1 - 5         | Étoile-Sporting   |
| Central Friburgo             | 2 - 3         | Bienne-Boujean    |
| Nidau                        | 0 - 2         | Helvetia Berna    |
| Malley                       | 5 - 0         | Länggasse Berna   |
| Burgdorf                     | 1 - 2         | Derendingen       |
| Lengnau                      | 5 - 1(d.t.s.) | Langenthal        |
| Old Boys Basilea             | 3 - 2         | Porrentruy        |
| Binningen                    | 0 - 2         | Kleinhüningen     |
| Moutier                      | 6 - 2         | Suhr              |
| Baden                        | 2 - 3         | Soletta           |
| Olten                        | 0 - 1         | Wettingen         |
| Horgen                       | 0 - 2         | Schöftland        |
| Pratteln                     | 1 - 4         | Höngg             |
| Zofingen                     | 2 - 1         | Adliswil          |
| Oerlikon/Polizei             | 2 - 4         | Blue Stars Zurigo |
| Wetzikon                     | 0 - 2         | Uster             |
| Sciaffusa                    | 4 - 3         | Phönix Seen       |
| Wil                          | 5 - 1         | Arbon             |
| Kreuzlingen                  | 1 - 0         | St. Margrethen    |
| Ceresio                      | 2 - 0         | Black Star        |
| Ems                          | 1 - 6         | Red Star          |
| Wattwil                      | 1 - 2         | Altstetten        |
| Emmenbrücke                  | 6 - 1         | Pro Daro          |
| Contone                      | 1 - 0         | Biaschesi         |
| Bischofszell                 | 2 - 3(d.t.s.) | Winterthur        |
| Birsfelden                   | 1 - 1(d.t.s.) | Münchenstein      |
| Allschwil                    | 2 - 2(d.t.s.) | SpVgg Sciaffusa   |
| Concordia Basilea            | 0 - 0(d.t.s.) | Sissach           |
| Victoria Berna               | 1 - 1(d.t.s.) | Stade Lausanne    |
| 17 ottobre 1948(Ripetizioni) |               |                   |
| SpVgg Sciaffusa              | 1 - 2         | Allschwil         |
| Sissach                      | 1 - 5         | Concordia Basilea |
| Münchenstein                 | 2 - 3         | Birsfelden        |
| Stade Lausanne               | 4 - 1         | Victoria Berna    |

### Trentaduesimi di Finale
| Squadra 1                     | Risultato     | Squadra 2             |
| ----------------------------- | ------------- | --------------------- |
| 14 novembre 1948              |               |                       |
| Allschwil                     | 0 - 5         | Chiasso               |
| Bellinzona                    | 2 - 0(d.t.s.) | Red Star              |
| Bienne                        | 2 - 0         | Stade Nyonnais        |
| Birsfelden                    | 4 - 0         | Brühl                 |
| Cantonal Neuchâtel            | 1 - 0         | Racing Losanna        |
| Concordia Basilea             | 5 - 3         | Zofingen              |
| Étoile-Sporting               | 0 - 1         | La Chaux-de-Fonds     |
| Friburgo                      | 3 - 0         | Bienne-Boujean        |
| Grasshoppers                  | 8 - 0         | Emmenbrücke           |
| Höngg                         | 1 - 3         | Contone               |
| Kreuzlingen                   | 4 - 1         | Wettingen             |
| Lengnau                       | 2 - 1         | Young Fellows         |
| Locarno                       | 2 - 1         | Blue Stars Zurigo     |
| Losanna                       | 8 - 0         | Ambrosiana Losanna    |
| Lugano                        | 5 - 1         | Uster                 |
| Malley                        | 2 - 1         | Grenchen              |
| Monthey                       | 1 - 3         | Servette              |
| Moutier                       | 1 - 0         | Stade Lausanne        |
| Nordstern                     | 3 - 1(d.t.s.) | Kleinhüningen         |
| San Gallo                     | 2 - 0         | Sciaffusa             |
| Schöftland                    | 4 - 2         | Mendrisiostar         |
| Urania Ginevra                | 3 - 1         | Helvetia Berna        |
| Vevey                         | 5 - 2         | Soletta               |
| Young Boys                    | 3 - 1         | Montreux-Sports       |
| Yverdon                       | 2 - 1         | International Ginevra |
| Winterthur                    | 1 - 2         | Basilea               |
| Zugo                          | 3 - 1         | Ceresio               |
| Zurigo                        | 6 - 3         | Wil                   |
| Gardy-Jonction                | 1 - 1(d.t.s.) | Berna                 |
| Aarau                         | 1 - 1(d.t.s.) | Altstetten            |
| Thun                          | 1 - 1(d.t.s.) | Old Boys Basilea      |
| 5 dicembre 1948(Ripetizioni)  |               |                       |
| Altstetten                    | 0 - 1         | Aarau                 |
| Berna                         | 0 - 1         | Gardy-Jonction        |
| Old Boys Basilea              | 1 - 5         | Thun                  |
| 5 dicembre 1948               |               |                       |
| Derendingen                   | 1 - 1(d.t.s.) | Lucerna               |
| 26 dicembre 1948(Ripetizione) |               |                       |
| Lucerna                       | 1 - 1(d.t.s.) | Derendingen           |

### Sedicesimi di finale
| Squadra 1                   | Risultato      | Squadra 2         |
| --------------------------- | -------------- | ----------------- |
| 5 dicembre 1948             |                |                   |
| Friburgo                    | 3 - 2          | Vevey             |
| San Gallo                   | 0 - 2          | Nordstern         |
| 26 dicembre 1948            |                |                   |
| Aarau                       | 1 - 0          | Zugo              |
| Bienne                      | 1 - 2          | Servette          |
| Birsfelden                  | 1 - 3          | Langnau           |
| Cantonal Neuchâtel          | 3 - 1          | Young Boys        |
| Chiasso                     | 2 - 1          | Bellinzona        |
| Concordia Basilea           | 0 - 1          | Basilea           |
| Grasshoppers                | 2 - 1          | Lugano            |
| Locarno                     | 3 - 0          | Kreuzlingen       |
| Losanna                     | 4 - 0          | La Chaux-de-Fonds |
| Moutier                     | 0 - 0 (d.t.s.) | Thun              |
| Urania Ginevra              | 4 - 0          | Gardy-Jonction    |
| Yverdon                     | 0 - 1          | Malley            |
| Zurigo                      | 5 - 1          | Schöftland        |
| 2 gennaio 1949              |                |                   |
| Derendingen                 | 5 - 1          | Contone           |
| 2 gennaio 1949(Ripetizione) |                |                   |
| Thun                        | 3 - 1 (d.t.s.) | Moutier           |

### Ottavi di finale
| Squadra 1          | Risultato      | Squadra 2 |
| ------------------ | -------------- | --------- |
| 9 gennaio 1949     |                |           |
| Urania Ginevra     | 5 - 0          | Thun      |
| Langnau            | 0 - 5          | Losanna   |
| Friburgo           | 3 - 0          | Nordstern |
| Aarau              | 2 - 2 (d.t.s.) | Zurigo    |
| Grasshoppers       | 1 - 1 (d.t.s.) | Basilea   |
| Derendingen        | 0 - 1          | Malley    |
| Cantonal Neuchâtel | 0 - 1          | Locarno   |
| Chiasso            | 1 - 3          | Servette  |

#### Ripetizioni
| Squadra 1       | Risultato | Squadra 2    |
| --------------- | --------- | ------------ |
| 23 gennaio 1949 |           |              |
| Zurigo          | 4 - 0     | Aarau        |
| Basilea         | 1 - 2     | Grasshoppers |

### Quarti di finale
| Squadra 1        | Risultato | Squadra 2    |
| ---------------- | --------- | ------------ |
| 16 gennaio 1949  |           |              |
| Losanna          | 1 - 0     | Friburgo     |
| 13 febbraio 1949 |           |              |
| Urania Ginevra   | 0 - 1     | Servette     |
| Zurigo           | 0 - 6     | Grasshoppers |
| Malley           | 2 - 0     | Locarno      |

### Semifinali
| Squadra 1     | Risultato | Squadra 2 |
| ------------- | --------- | --------- |
| 13 marzo 1949 |           |           |
| Grasshoppers  | 3 - 0     | Malley    |
| 27 marzo 1949 |           |           |
| Servette      | 5 - 1     | Losanna   |

### Finale
| Arbitro: | Dörflinger (Grenchen) |

|                                                                                       |            |                                                                                 |
| Fatton 42’, 45’ (rig.) Tamini 70’                                                     | Marcatori  |                                                                                 |
| Bussy Dutoit Belli Rappan Bachasse Mouthon Tamini Facchinetti Eggimann Pasteur Fatton | Formazioni | Preiss Grauer Quinche Neukom Bouvard Wespi Bickel Berbig Wang Rickenbach Tschui |
| Rappan                                                                                | Allenatori | Walter                                                                          |